# ジルベール・ディエンデレ
ジルベール・ディエンデレ（フランス語: Gilbert Diendéré、1960年 - ）は、ブルキナファソの軍人、政治家。2015年ブルキナファソクーデターにより国民民主評議会議長に就任し軍事政権の首班となったが、国民と周辺諸国の反発を受け失敗した。報道では、名前をギルバート・ディエンデレと英語表記されることもある。

## 来歴

### コンパオレ政権
サン・シール陸軍士官学校を卒業し、ブルキナファソ軍に入隊。ブレーズ・コンパオレの側近として知られ、1987年にコンパオレが起こしたクーデターに参加し、トーマス・サンカラ暗殺にも関与したとされている。コンパオレ政権では参謀総長・大統領警備隊司令官を務め盟友として政権を支えたが、2014年ブルキナファソ反政府運動によりコンパオレ政権が崩壊すると、ミシェル・カファンド暫定政権により解任された。

### 2015年ブルキナファソクーデター
2015年9月16日、大統領警備隊がカファンド暫定大統領とイザック・ジダ首相ら暫定政権の閣僚を拘束。翌17日にクーデターが宣言され、国民民主評議会議長に就任した。
9月21日、クーデターに反対する政府軍が首都ワガドゥグーに入り反乱部隊に武装解除を迫ったことにより、翌22日にジダを開放し降伏に向けた協議に入り、23日に交渉が妥結したことによりカファンドが暫定大統領に復帰し、クーデターの終結を宣言。カファンドの職務復帰から数時間後、ディエンデレもクーデターの終結を宣言した。

### クーデター後
2015年9月25日、カファンド暫定政権は大統領警備隊の解体を決定し、翌26日にはディエンデレらクーデターの首謀者13人の資産凍結を発表した。クーデター失敗後、ディエンデレはバチカン大使館に身柄を預けられたていたが、10月1日にブルキナファソ政府に引き渡され、ジャン＝バプティスト・ウエドラオゴ元大統領の指揮する部隊によって憲兵隊基地に護送された。ジダはバチカンに対し、「ディエンデレの生命は保証されている」と明言し、司法当局に身柄を預けるとしている。
12月、当局はディエンデレをサンカラ暗殺の罪で起訴する方針を発表した。これに先立ち、ディエンデレはクーデターの首謀者として人道に対する罪でも起訴されている。
2022年4月6日に終身刑を宣告された。